# Pascal de Duve

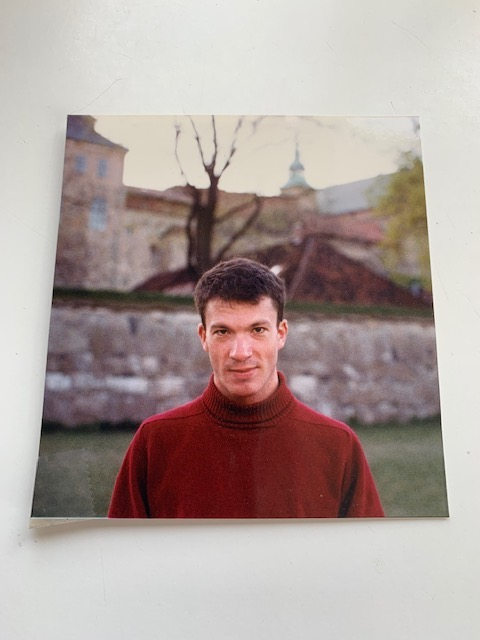
Pascal de Duve

Pascal de Duve (Antwerpen, 5 februari 1964 - Parijs, 16 april 1993) was een Belgisch Franstalig auteur.

## Biografie
Pascal de Duve stamde uit een familie die in 1766 een adellijke gunst verwierf; hij was een zoon van jonkheer Pierre-Antoine de Duve (1921-2014) en Marie-Antoinette Le Boulengé. Zijn oom, Christian de Duve, was de Nobelprijswinnaar voor de Geneeskunde in 1974, terwijl Jacques de Duve, een andere oom van hem, een Belgische verzetsstrijder was die opmerkelijke acties leidde tijdens de Tweede Wereldoorlog. Hij begon zijn schoolloopbaan in het Nederlands op het OLVE-college te Edegem, en volbracht de humaniora op het Onze-Lieve-Vrouwecollege van de Jezuïeten in Antwerpen.
Als twintigjarige trok hij in 1984 als vrijwilliger op humanitaire missie bij de kansarme buitenwijken van Caïro.
In 1987 verhuisde hij naar Parijs waar hij afstudeerde in de filosofie en er dit vak ging doceren. Van opleiding was hij sinoloog (Katholieke Universiteit Leuven), maar hij had ook een licentie in de egyptologie en was doctor in de filosofie. Daarnaast was hij een polyglot, want hij sprak, naast de meeste Europese talen, Russisch, Chinees, Arabisch, Grieks, Japans, Tsjechisch enz. Hij bekeerde zich gedurende een korte tijd tot de islam, een religie die hij vanuit zijn studies grondig kende.
In 1990 publiceerde hij zijn eerste roman, Izo, een filosofisch sprookje, dat hem direct succes opleverde. Het boek won de "Plume d'or" van Vallauris en de literaire "Prix Palissy".
Tijdens het schrijven van de roman Le Nain et le violoniste werd hij geconfronteerd met de diagnose dat hij aids had. Hij liet de fictie voor wat ze was, en publiceerde in 1992 het boek Cargo vie, (in het Nederlands in 1993 gepubliceerd als Uitvaren), een verslag van een trans-Atlantische cruise naar de Antillen, voor hem een symbool voor het einde van zijn levensreis, waarin hij zich richt tot zijn ex-partner én zijn aids en deze een plaats geeft, en beschrijft hoezeer hij het leven liefheeft. Doordat hij weet dat hij doodgaat, lijkt hij het leven en elke ervaring intenser te beleven dan vroeger, en in zekere zin is hij daar zijn ziekte erkentelijk voor. De ondertitel van het boek luidt "26 dagen uit de vurige aftocht van een hartstochtelijke jongeman".

Hij overleed binnen het jaar, nauwelijks 29 jaar oud.
Naar aanleiding van de publicatie van zijn boek getuigde de welbespraakte de Duve ook in tal van interviews en televisieoptredens (onder andere ook op de BRT bij Jan van Rompaey) over aids, en de strijd die hij voerde tegen het taboe, tegen de hysterische reacties en het zware stigma dat patiënten te verduren kregen.
Na zijn dood publiceerden zijn naasten een postuum werk, L'Orage de vivre (in het Nederlands als Levensroes), waarin een aantal korte, vrij poëtisch geschreven stukken staan gebundeld die een beeld geven van het (homoseksueel) liefdesleven van de auteur, maar ook zijn gedachten over zijn ziekte en de dood. Opmerkelijk is de optimistische en levenslustige ondertoon van het boek.

## Publicaties
- Izo, Librairie générale française, coll. Le livre de poche, Parijs, 1994, 191 p. ISBN 2-253-13522-4
- Cargo vie, J.-C. Lattès, Parijs, 1992, 192 p. ISBN 2-7096-1058-2
  - Uitvaren (Cargo vie), Kritak, 1993, 111 p., ISBN 90-6551-171-7
- L'Orage de vivre, J.-C. Lattès, Parijs, 1994, 206 p. ISBN 2-7096-1310-7
  - Levensroes (L'Orage de vivre), Kritak, 1995, 160 p., ISBN 90-6303-582-9
- Izo ; Le nain et le violoniste, Luc Pire, coll. « Embarcadère », Brussel, 2004, 316 p. ISBN 2-87415-375-3